# Ambasada RP w Canberze
Ambasada Rzeczypospolitej Polskiej w Związku Australijskim z siedzibą w Canberze (ang. Embassy of the Republic of Poland in Canberra) – polska misja dyplomatyczna w stolicy Australii. Jedna z dwóch zawodowych polskich placówek dyplomatyczno-konsularnych w tym kraju. Ambasador RP w Australii akredytowany jest również w Papui-Nowej Gwinei, Fidżi, Mikronezji, na Wyspach Salomona, Wyspach Marshalla, Vanuatu i Nauru.

## Historia
Pierwsze polskie placówki konsularne w Australii funkcjonowały w latach 1919–1939. Konsulat Generalny Honorowy RP w Sydney (1919–1934), następnie stał się Konsulatem Honorowym RP w Sydney (1935–1939) oraz Konsulat Honorowy RP w Melbourne (1931–1939), podlegające Konsulatowi Generalnemu RP w Londynie.
W czasie drugiej wojny światowej w Sydney funkcjonował (od 1 listopada 1941) Konsulat Generalny RP, któremu podlegały Konsulaty Honorowe w Sydney i Melbourne.
1 listopada 1945 Poselstwo Australii w ZSRR przekazało notę Ambasadzie RP w Moskwie, powiadamiającą Tymczasowy Rząd Jedności Narodowej o uznaniu go przez rząd federalny Australii.
19 października 1956 Polska i Australia nawiązały oficjalne stosunki handlowe i mianowały w tym zakresie swoich przedstawicieli. W listopadzie tego samego roku, rząd Australii wyraził zgodę na otwarcie w Sydney Konsulatu Generalnego PRL, który rozpoczął działalność w czerwcu 1957 i nosi obecnie nazwę Konsulatu Generalnego RP.
Nawiązanie stosunków dyplomatycznych między Polską Rzeczpospolitą Ludową a Australią nastąpiło w efekcie ogłoszenia wspólnego komunikatu w stolicach obu państw 20 lutego 1972, czego skutkiem było utworzenie Ambasady PRL w Canberze, obecnie Ambasady RP, reprezentującej interesy Polski.
Oprócz Ambasady RP w Canberze, na terytorium Australii działa również Konsulat Generalny RP w Sydney oraz pięć konsulatów RP kierowanych przez konsulów honorowych (Adelaide, Brisbane, Hobart, Melbourne, Perth).
Kompleks Ambasady RP, zaprojektowany przez biuro architektoniczne Maclurcan Brown & Partners Pty Ltd. w 1975, mieści się w Canberze w dzielnicy Yarralumla, pod adresem 7 Turrana Street.

## Relacje dwustronne
Liczebność polskiej społeczności w Australii szacowana jest na ok. 184 tys. Wiktoria jest stanem o największej liczbie osób deklarujących pochodzenie polskie (a także urodzonych w Polsce i używających języka polskiego), zaś na drugim miejscu znajduje się Nowa Południowa Walia.

## Okręgi konsularne
Okręg konsularny Konsula RP w Canberze obejmuje Australijskie Terytorium Stołeczne (ACT), zaś okręg konsularny Konsulatu Generalnego RP w Sydney obejmuje Australię (poza ACT), Fidżi, Mikronezję, Papuę-Nową Gwineę, Nauru, Vanuatu, Wyspy Marshalla, Wyspy Salomona.

## Konsulaty RP w Australii i pozostałych krajach akredytacji
- Konsulat Generalny RP w Sydney[7] – Monika Kończyk
- Konsulaty honorowe[13]:
  - Konsulat RP w Adelajdzie – wakat[14]
  - Konsulat RP w Brisbane – Konsul Honorowy dr Theresa Elizabeth Lauf
  - Konsulat RP w Melbourne – Honorowy Konsul Generalny Andrzej Soszyński
  - Konsulat RP w Perth – Konsul Honorowy Paul Bitdorf
  - Konsulat RP w Hobart – Konsul Honorowy Ed Kremzer
  - Konsulat RP w Madangu (Papua-Nowa Gwinea) – Konsul Honorowy Jan Czuba